# صينية (مطبخ)

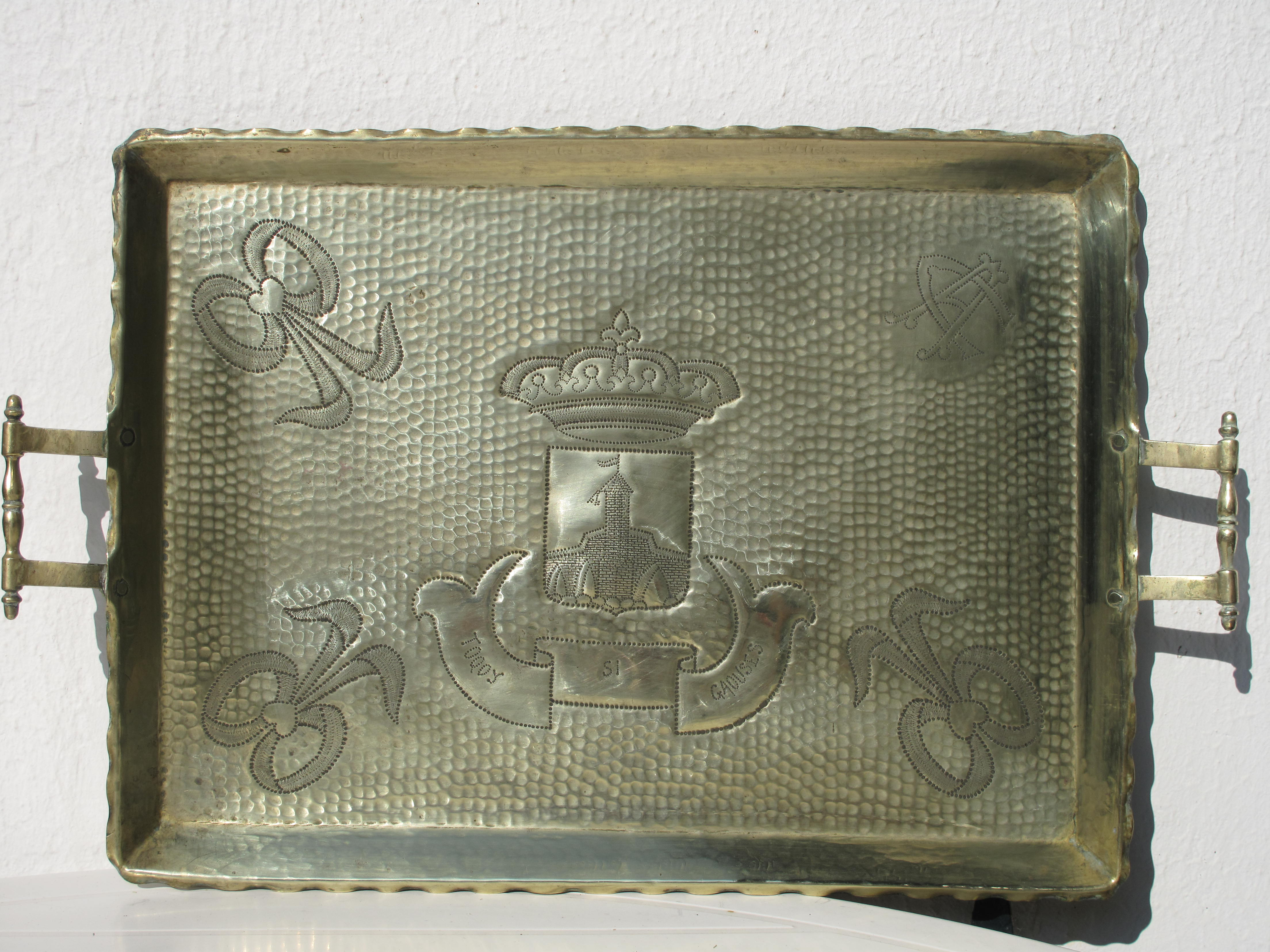
صينية مصنوعة في عام 1920.

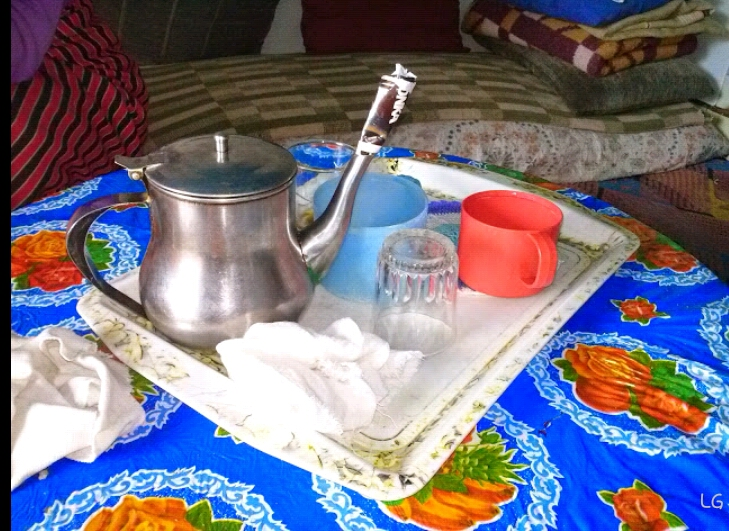
صينية مصنوعة من اللدائن عليها أبريق شاي وأكواب.

الصَّينِيَّة (الجمع: صِينِيَّات، صَوَانِي) وعاء مستدير أو مستطيل له حواف متوسطة الارتفاع صمم خصيصًا لحمل مجموعة الأطعمة والأطباق والأكواب وغيرها من الأشياء الأخرى. تصنع الصواني من النحاس أو الفضة أو الألمنيوم أو الخشب أو اللدائن أو حتى من ورق المقوى، لصواني أشكال مختلفة فالصينية تكون مسطحة وعريضة أحيانا بشكل مستطيل، أو دائرية أو بيضاوية، مع حوافٍ مُرتفعة لتمنع الأشياء من الانزلاق، وعادةً تكون الصواني متصلة بمقابض لإمساك الصينية منها.

## معرض صور

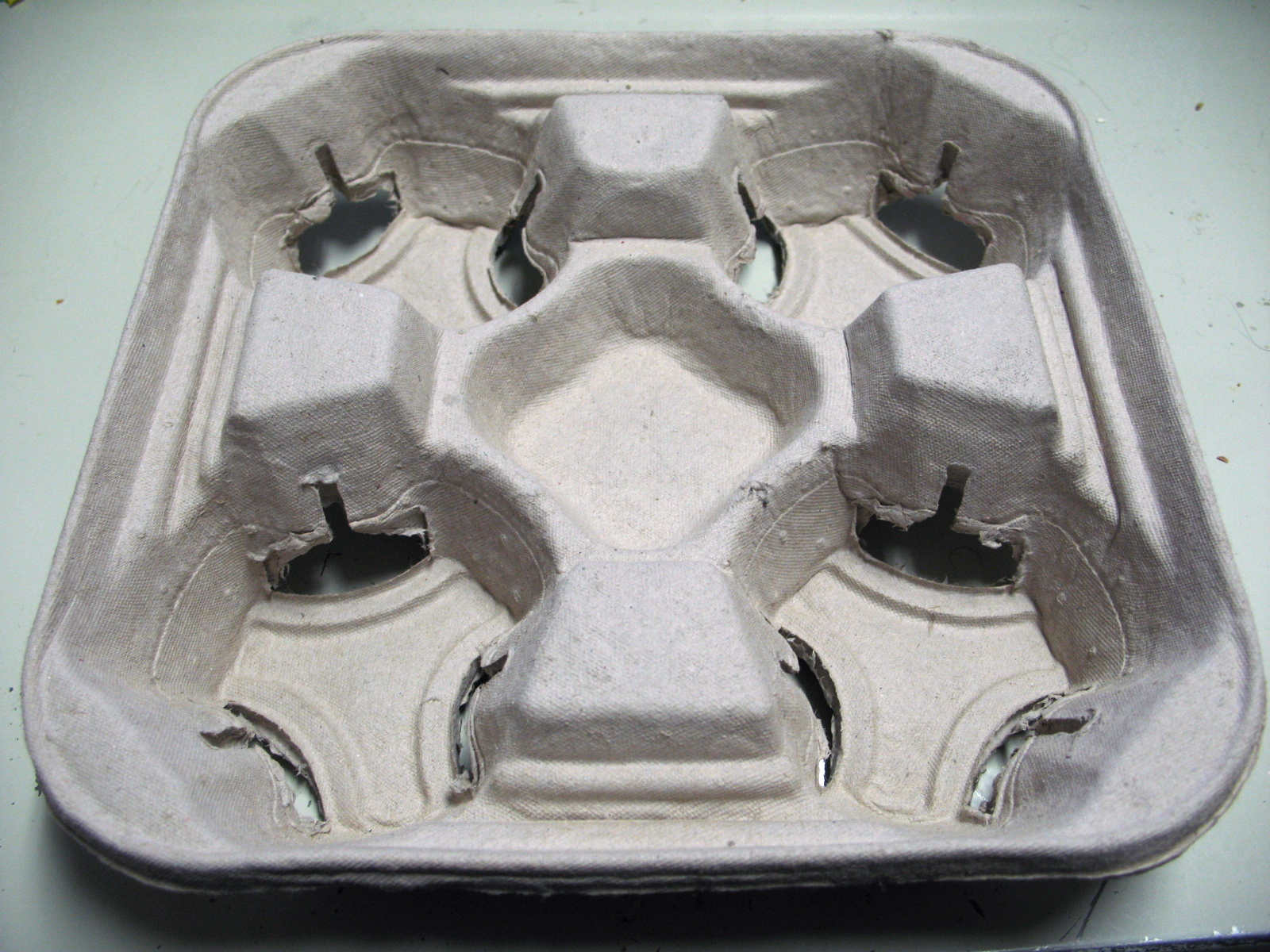
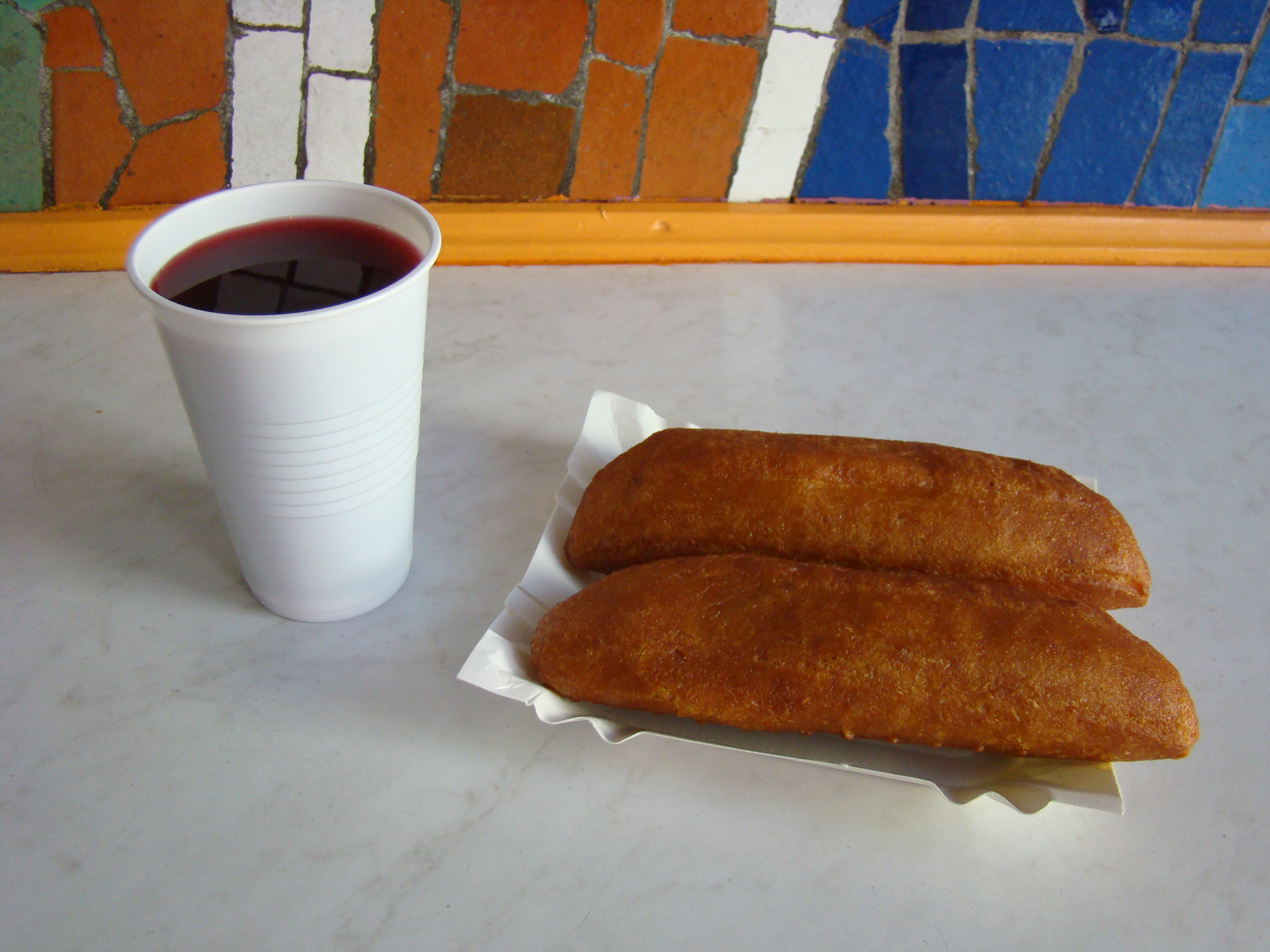
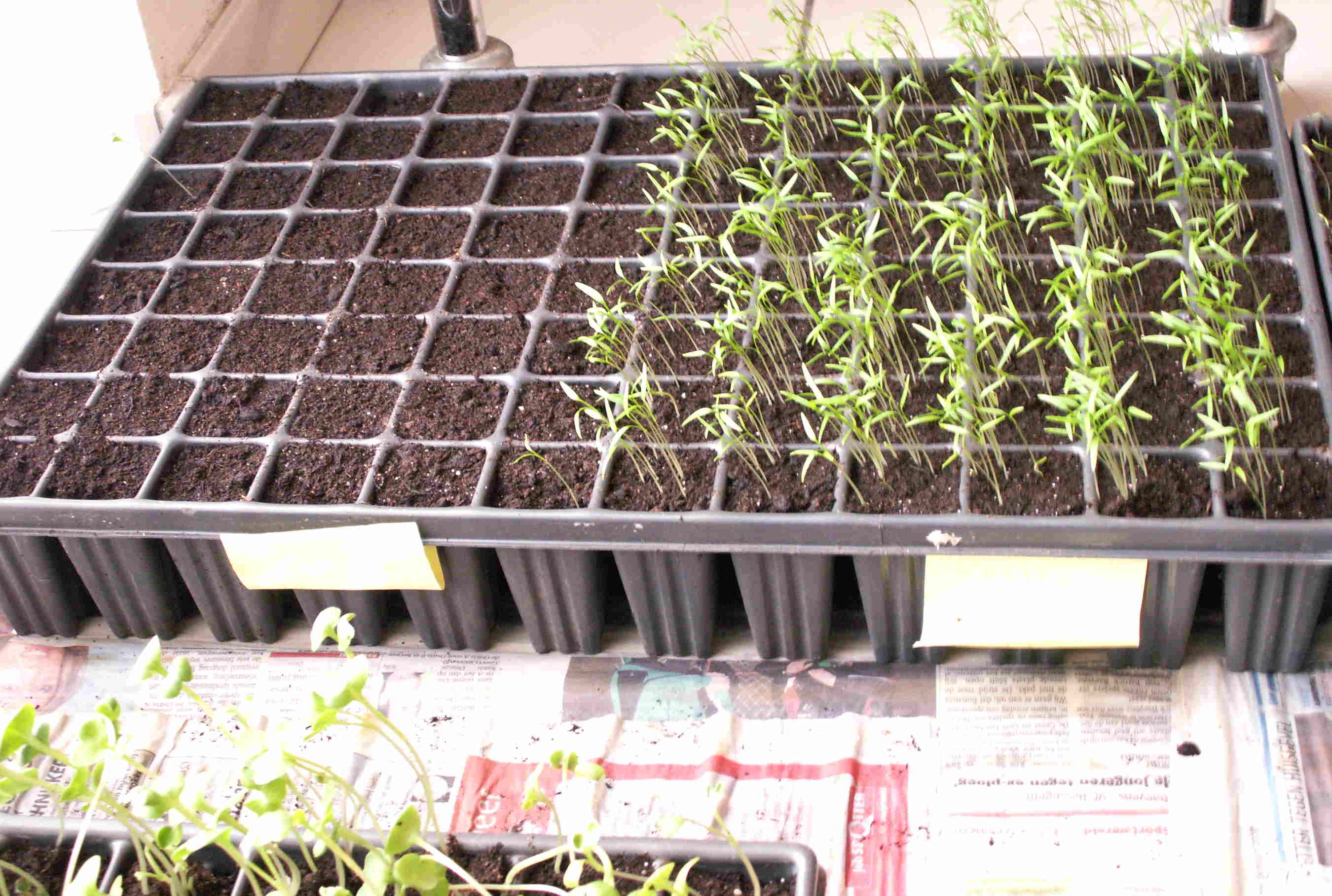
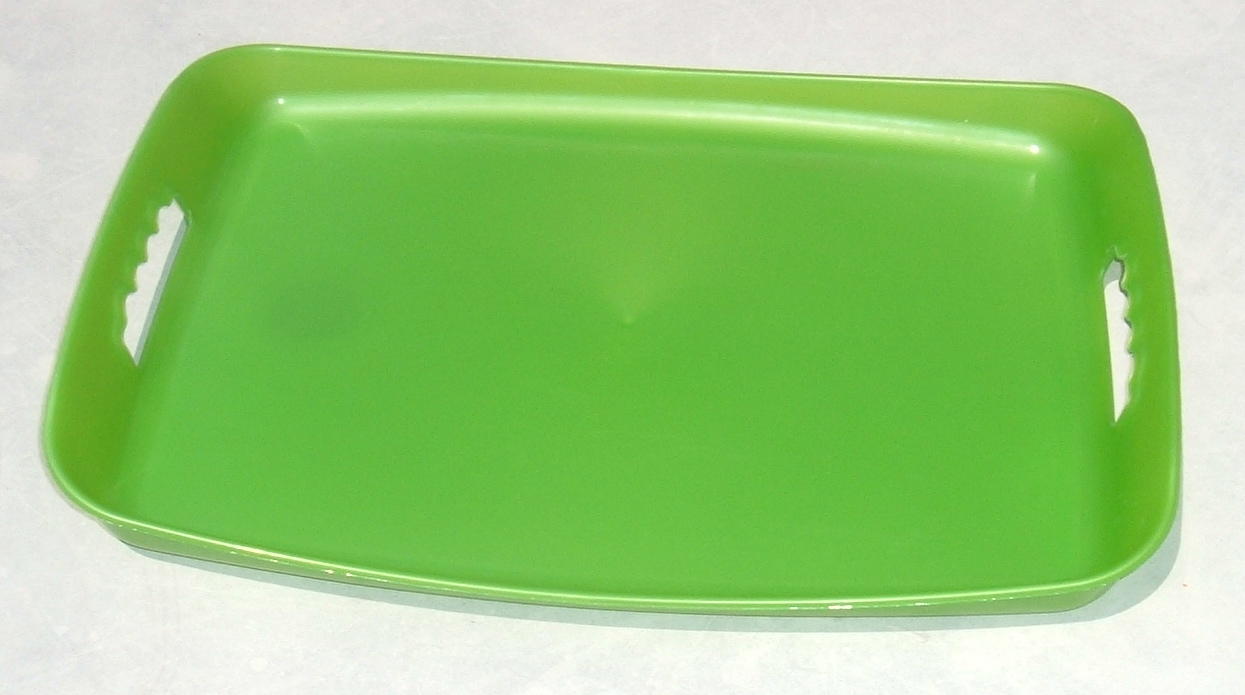